# Suiza en los Juegos Olímpicos de Londres 2012
Suiza estuvo representada en los Juegos Olímpicos de Londres 2012 por un total de 102 deportistas que compitieron en  deportes. Responsable del equipo olímpico fue la Asociación Olímpica Suiza, así como las federaciones deportivas nacionales de cada deporte con participación.
El portador de la bandera en la ceremonia de apertura fue el tenista Stanislas Wawrinka.

## Medallistas
El equipo olímpico suizo obtuvo las siguientes medallas:
| Nombre                              | Deporte             | Competición      |
| ----------------------------------- | ------------------- | ---------------- |
| Oro                                 |                     |                  |
| Steve Guerdat (Nino des Buissonets) | Hípica              | Saltos ind.      |
| Nicola Spirig                       | Triatlón            | Individual F     |
| Plata                               |                     |                  |
| Nino Schurter                       | Ciclismo de montaña | Campo a través M |
| Roger Federer                       | Tenis               | Individual M     |
| Bronce                              |                     |                  |
| —                                   |                     |                  |